# Colchester Zoo
Colchester Zoo är en djurpark i grevskapet Essex i England som inrättades 1963 av Frank och Helena Farrar. Parken ligger cirka 5 km sydväst om staden Colchester, är ungefär 24 hektar stor har ungefär 240 olika arter. Parken ägs idag av familjen Tropeano.
Djurparken fokuserar på stora kattdjur och primater men har även flera andra djur.  
Parken är uppdelad i olika avsnitt som visar en viss djurgrupp. Vid Lion Rock visas till exempel lejon, fennek, klipphyrax och surikat. Djurparken hade även en vit tiger men den dog 2010. I andra delar som Heart of the Amazon finns dödskalleapor, silverfärgade laxkarpar (till exempel släktet Metynnis) och grön leguan.

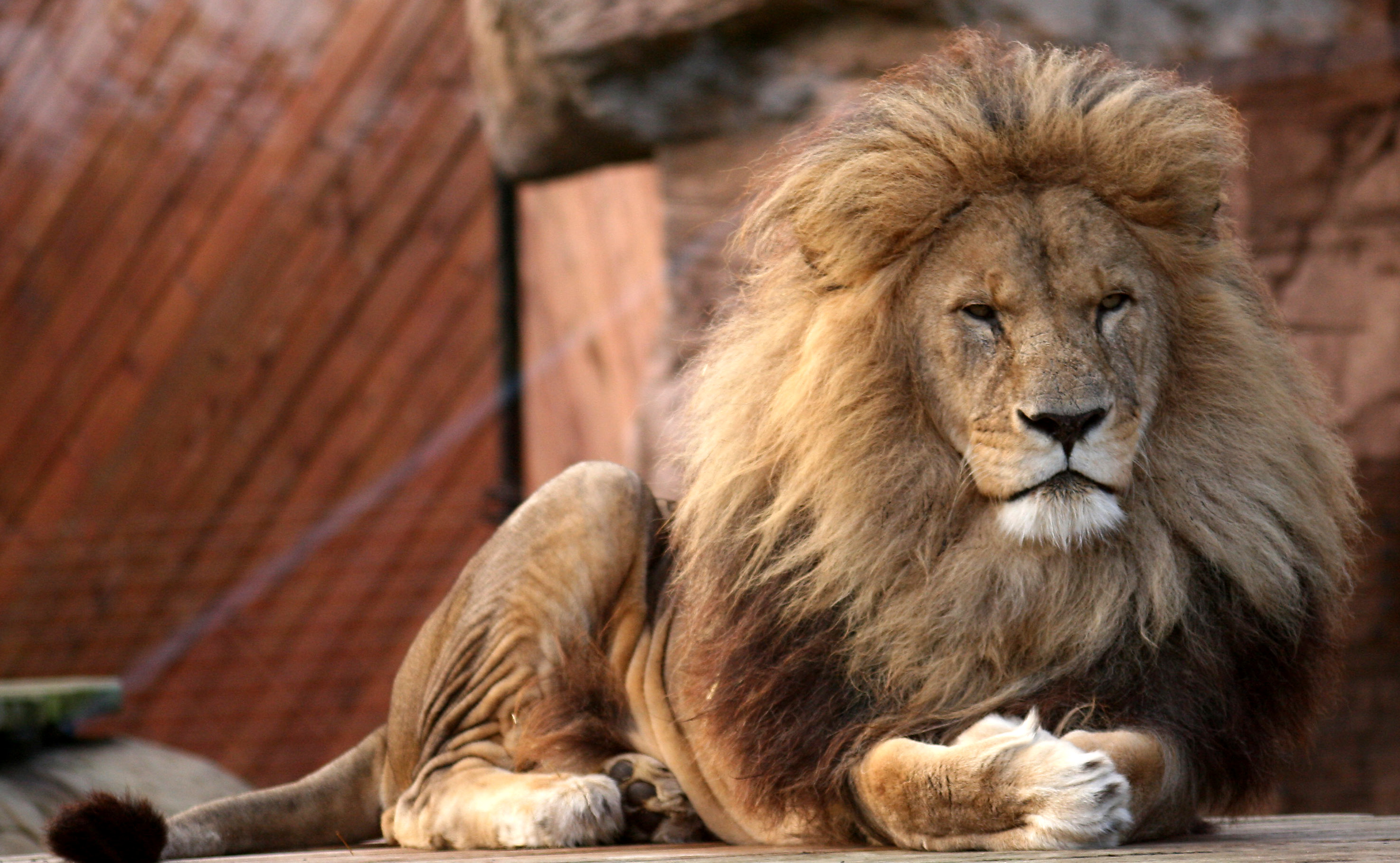
Lejonhanne i Colchester Zoo
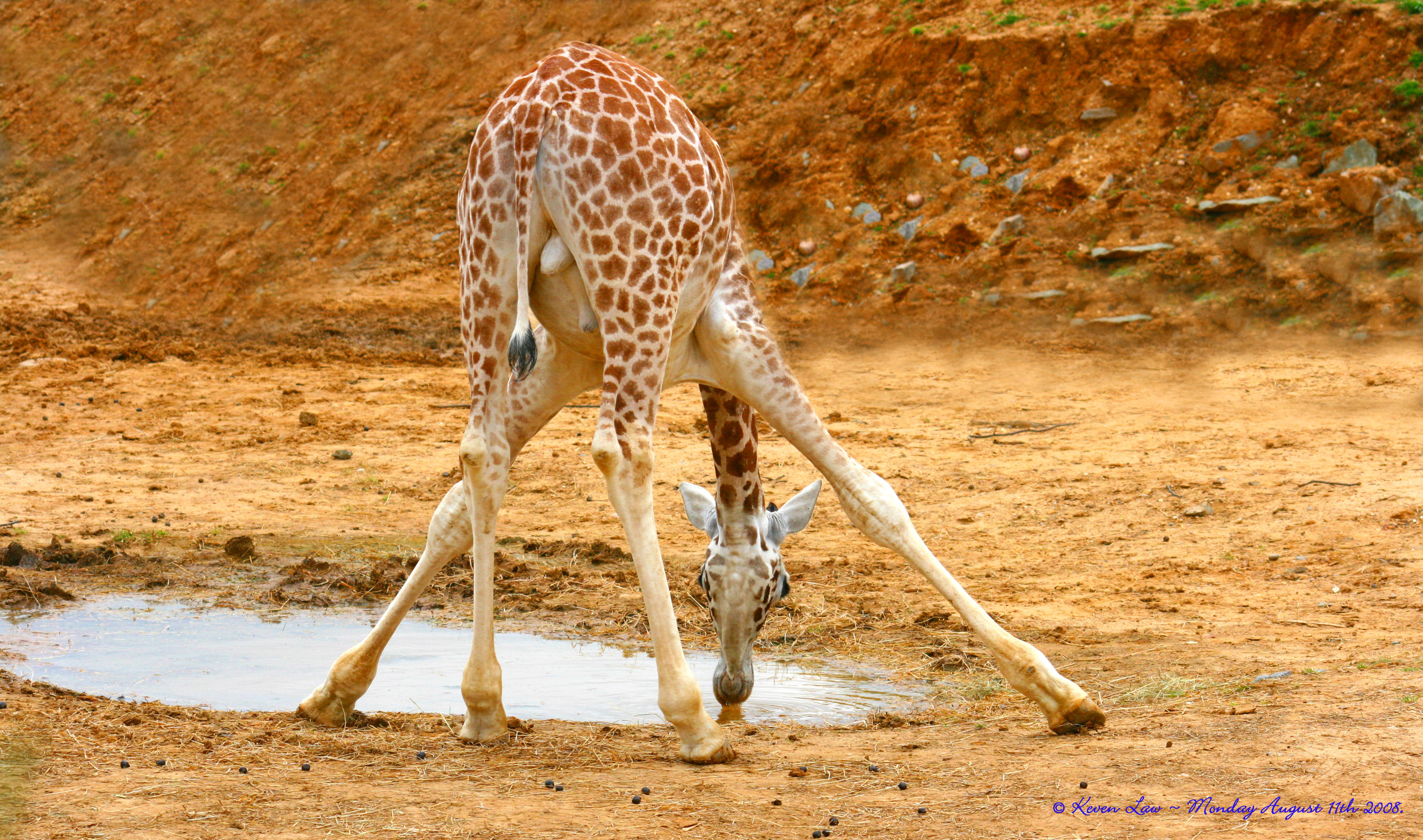
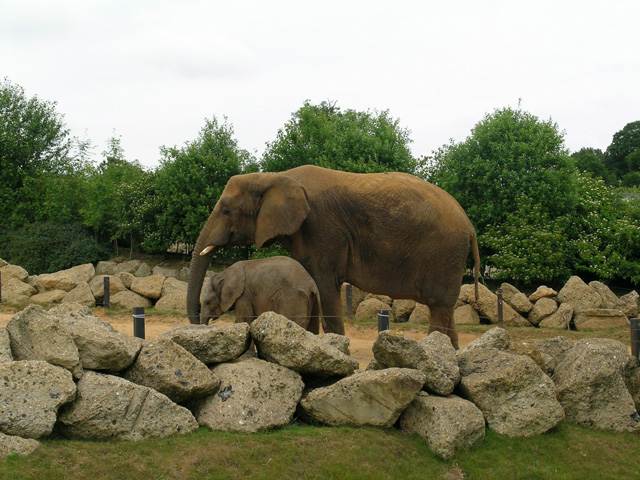
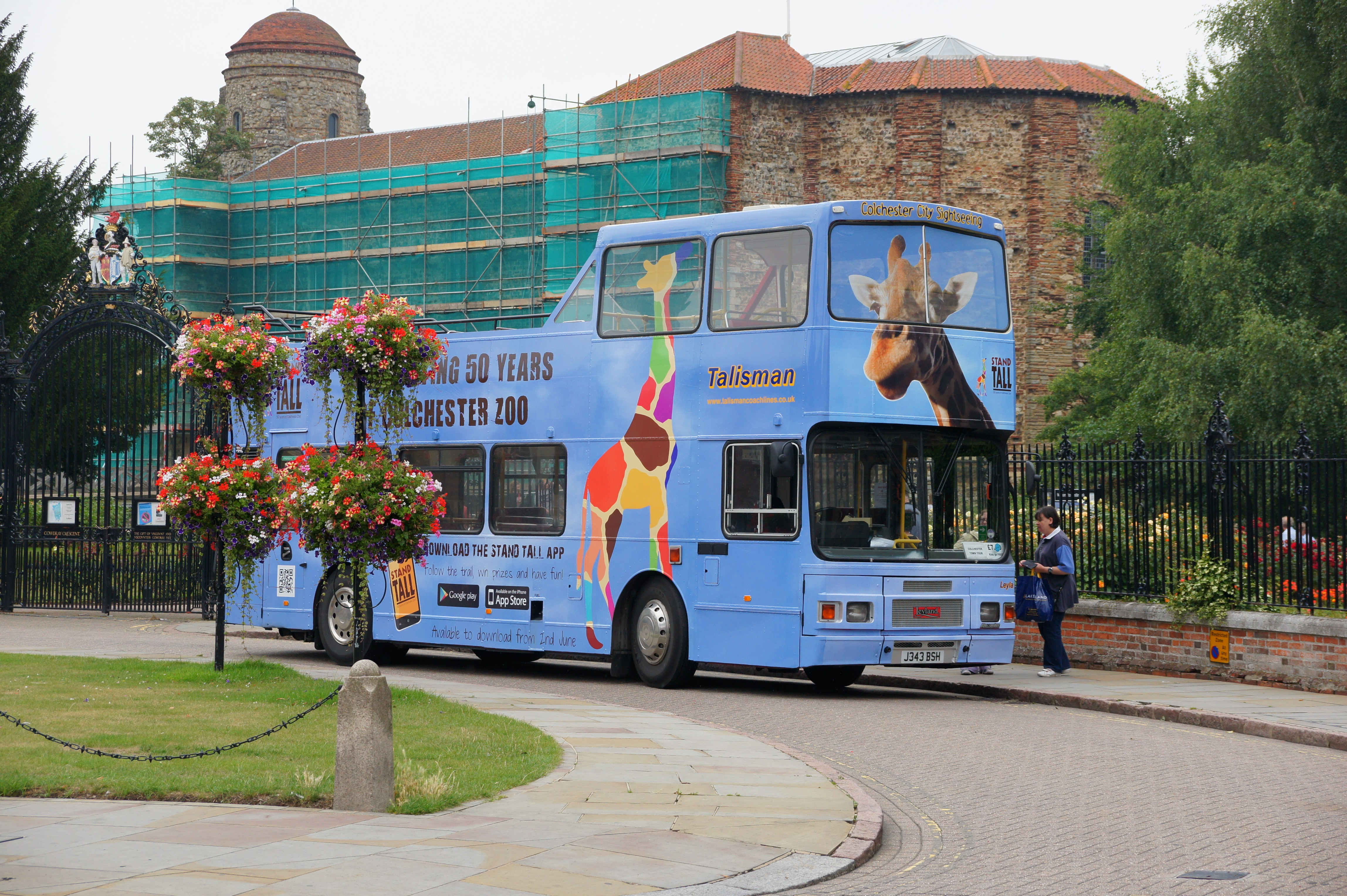
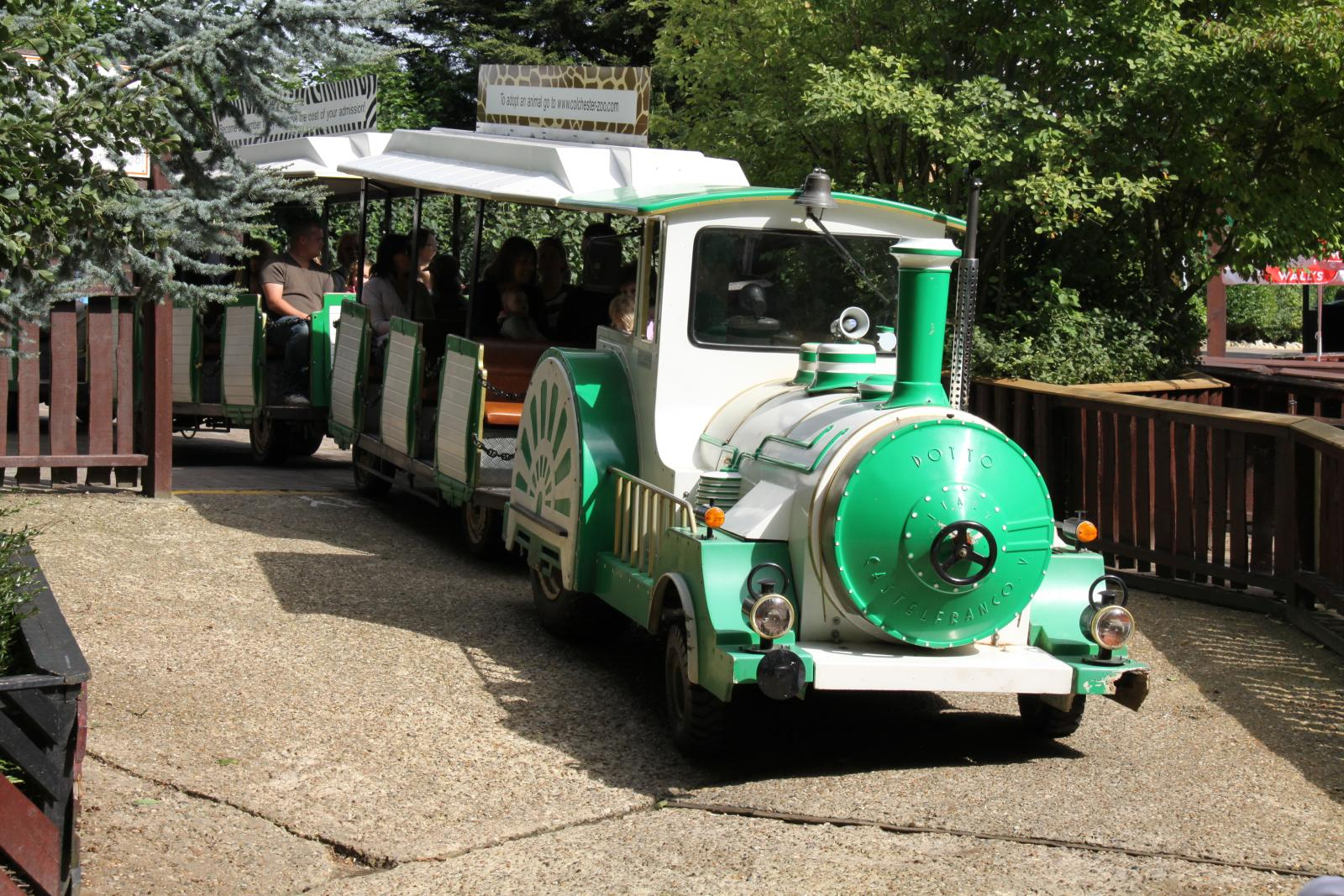